# نبرد وه‌اردشیر
نبرد وِه‌اردشیر (بَهُرَسیر) یکی از نبردهای ایرانیان و عرب‌ها در اواخر دوران ساسانی بود.

## پیش‌زمینه
بنا به نوشتهٔ سیف بن عمر، ایرانیان در پی مرگ اردشیر سوم در رابطه با بر تخت نشاندن یک تن به عنوان پادشاه اختلاف داشتند ولی دربارهٔ نبرد با خالد بن ولید هم‌داستان بودند. این وضع یک سال به طول انجامید و مسلمانان به فرادست رود دجله رخنه کردند. ایرانیان میان حیره و دجله چیزی در اختیار نداشتند. اگر روایت سیف بن عمر مبنی بر یک سال سردرگمی ایرانیان در امر حکومت در پی مرگ اردشیر سوم پذیرفته گردد، باید پایان این دوره را با دوران پادشاهی بوراندخت همزمان دانست. سیف نیز گزارش می‌کند که پس از این یک سال، خالد عراق را وامی‌نهد و به سوریه می‌رود و در این زمان بوراندخت به قدرت رسیده بوده است. در دورهٔ یک سالهٔ مسئولیت خالد در جبههٔ عراق، ایرانیان چندین شاه را برکنار کردند و بر تخت نشاندند و در برابر نیروهای عرب هیچ دفاعی نکردند مگر در وِه‌اردشیر (بَهُرَسیر). این درگیری در گزینش شاه بر اثر این بود که قباد دوم (شیرویه) تمامی خویشاوندان مذکرش را که از تبار خسرو پرویز بودند کشته بود.

## تاریخ نبرد
برابر با تاریخ‌نگاری ساسانی، این زمان (آغاز دور نخست پادشاهی بوراندخت) در زمانی حدود ژوئیهٔ ۶۳۰ م (اوایل ۹ ه‍.ق) بوده است ولی برابر با گزارش سیف، خالد در ۱۳ ژانویهٔ ۶۳۴ م (۴ ذیقعدهٔ ۱۲ ه‍.ق) رهسپار سوریه شده است. این ناهماهنگی تقویمی در دیگر گزارش‌های سیف نیز دیده می‌شود.

## رخدادهای نبرد
در حالی که ایرانیان درگیر اختلافاتشان در پایتخت یعنی شهر تیسفون بودند، بهمن جاذویه را به همراه نیروهای آزادبه به وِه‌اردشیر فرستادند. بنابراین بی‌تردید این بهمن جاذویه رهبر جناح پارسیان بود که برای درگیر شدن با عرب‌ها به جبهه‌های جنگ بازمی‌گشت. بنا به نوشتهٔ محمد بن جریر طبری، خالد بن ولید به شاهان ایران نامه می‌نویسد و آنان را به دین نو فرامی‌خواند. اگر آنان بپذیرند، عرب‌ها آنان را به حال خود وامی‌نهند و از سرزمین آنان می‌گذرند و درگیر دیگران می‌شوند. چنان‌چه شاهان ایران شرایط عرب‌ها را نپذیرند، ناچارند که با آنان درگیر شوند، ولو بر خلاف میلشان. با توجه به دست‌به‌دست گشتن قدرت و نبود شاه ساسانی قدرتمندی در این برههٔ زمانی، منظور از شاهان ایران سران خاندان‌های حکومت‌گر ایران می‌باشد که فرماندهی ارتش‌های محلی را بر عهده داشتند و برای رسیدن به قدرت در تکاپو بودند. نامهٔ خالد به دست مردم تیسفون افتاد و زنان خاندان ساسانی نسبت بدان اظهار نظر می‌کردند. آنان فرخ‌هرمزد پسر وندویه را مسئول این امر کردند تا زمانی که بتوانند مردی از خاندان ساسانی را برای پادشاهی بیابند. باید توجه داشت که فرخ‌هرمزد وزیر بوراندخت بود.